# James-Elliott-Entscheidung
In der James-Elliott-Entscheidung stellte der Europäische Gerichtshof am 27. Oktober 2016 fest, dass harmonisierte Normen Teil des Unionsrechts sind (C-613/14, James Elliott Construction [übersetzt: „James-Elliott-Auslegung“]).
Der Gerichtshof war mit dem Fall durch den irischen Supreme Court befasst worden, nachdem das irische Bauunternehmen James Elliott Construction gegen Irish Asphalt, einen Zulieferer von Baustoffen, auf Schadensersatz wegen nicht normgerechten Materials geklagt hatte.